# Temis
Temis (Θέμις, Themis, que vol dir «llei de la natura» més que «autoritat humana») és una deessa grega, padrona de la justícia i de la llei.
Hesíode escriu que és una dels sis germans i les sis germanes filles de Gea i d'Úranos. Entre aquestos titans del primer mite, pocs van ser venerats a santuaris específics a l'època clàssica, i Temis era tan antiga que els seguidors de Zeus afirmaven que va ser amb ell amb qui tingué les tres Moires. Un fragment de Píndar, conta que les Moires ja van ser presents a la boda de Zeus i Temis, i que en teoria van brotar amb Temis de les fonts de l'Oceà que circumdaven el món, i l'acompanyaren pel brillant camí solar a veure Zeus a l'Olimp. Amb Zeus concebé les Hores (que donaven l'ocasió d'organitzar el temps): Eunòmia, Dike i Eirene. Temis va estar present a Delos com a testimoni del naixement d'Apol·lo. També se la feia mare (amb Zeus de pare) de la verge Astrea (que personificava la justícia), de les nimfes del riu Erídan, a qui Hèracles va preguntar pel camí del jardí de les Hespèrides, i de vegades també de les mateixes Hespèrides.
Temis, la del «bon consell», era l'encarnació de l'ordre diví, les lleis i els costums. Quan no se li fa cas, Nèmesi porta el just i colèric càstig. Era consellera de Zeus. Ella li va ordenar que es vestís l'ègida amb la pell de la cabra Amaltea, i que la fes servir com a cuirassa en la lluita contra els gegants. De vegades se li atribueix la idea d'iniciar la guerra de Troia, per a reduir l'excès de població de la Terra.
Temis en si no era colèrica, ella, la de les precioses galtes, va ser la primera a oferir una copa a Hera quan va tornar a l'Olimp afligida per les amenaces de Zeus. Temis presidia la correcta relació entre home i dona, la base de la família legítima i ordenada, i la família era el pilar del demos. Els jutges eren molt sovint anomenats themistopoloi, que significa «servent de Temis». Hera s'adreçava a ella com a «senyora Temis».
El nom de Temis podria haver estat substituït pel d'Adrastea, en néixer Zeus a Creta. Encara que era una de les divinitats de la primera generació, Temis va ser associada als Olímpics, compartint amb ells la vida a l'Olimp. Les tradicions diuen que això va ser possible no només per les seves relacions amb Zeus, sinó pels serveis prestats als déus amb la invenció dels oracles, els rituals i les lleis. Temis ensenyà a Apol·lo els secrets de l'endevinació, va construir l'Oracle de Delfos, i ella mateixa llegia l'Oracle. Temis va ser una de les deïtats que estaven darrere aquest oracle, el qual va rebre de Gea i després donà a Febe.
L'equivalent romana d'uns dels aspectes de l'hel·lènica Temis, com la personificació del dret diví de la llei, va ser Iustitia. Els seus orígens estan en les abstraccions civils de la forma de pensar romana, més que en la mitologia arcaica, pel tant intentar fer comparacions no resulta lògic. Representada com una fèmina impassible, amb els ulls tapats per una bena i portant una balança i una cornucòpia, la imatge esculpida a l'entrada dels jutjats acostuma a ser Iustitia i no Temis. De vegades se la representa al damunt d'un lleó per remarcar que la justícia ha d'estar acompanyada de la força.

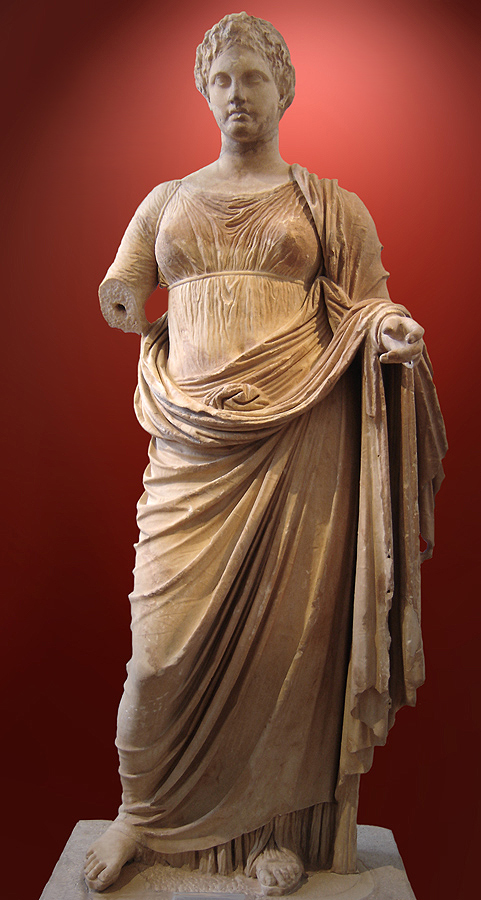
Representació de Temis al Museu Arqueològic Nacional d'Atenes.